# Усманов, Даниэль Владленович
Даниэ́ль Владле́нович Усма́нов (род. 15 апреля 2002, Мытищи, Московская область) — российский хоккеист, нападающий. Игрок московского «Спартака», выступающего в КХЛ. Мастер спорта России (2024).

## Карьера
Усманов является воспитанником школы мытищинского «Атланта», в составе которой начал выступать на уровне открытого чемпионата Москвы. В сезоне 2019/20 дебютировал на профессиональном уровне в составе молодёжной команды СМО МХК «Атлант», на уровне МХЛ.
Летом 2020 года Даниэль перешёл в систему московского «Спартака», где начал выступать сначала в молодёжной команде, а через год дебютировал в составе аффилированного клуба — «Химик» выступающего в ВХЛ.
В ноября 2022 года Усманова стали привлекать к играм в КХЛ. Он отправился на выездную серию матчей по маршруту Омск — Астана — Челябинск, где отыграл в матчах против «Авангарда», «Барыса» и «Трактора» соответственно, при этом, в матче против «Трактора» отметился своей первой заброшенной шайбой на уровне КХЛ. 25 декабря 2024 года подписал новое двустороннее соглашение со «Спартаком» до 2027 года.